# 曽田正人
曽田 正人（そだ まさひと、1968年〈昭和43年〉6月18日 - ）は、日本の漫画家。

## 来歴
東京都文京区出身。『ドカベン』、『サーキットの狼』に影響をうけて、小学校2年よりまんがを描き始める。高校在学中の先輩に三浦建太郎らがいる。日本大学藝術学部デザイン学科インダストリアルデザインコース中退後、アシスタントを経て「GET ROCK」（1990年、マガジンSPECIAL、講談社）でデビュー。以降、作品の掲載は講談社・秋田書店・小学館の3社にわたった。
『capeta』（2003年～2013年、月刊少年マガジン、講談社）以降の作品は「漫画製作におけるパートナー」である冨山玖呂との共著となっている。

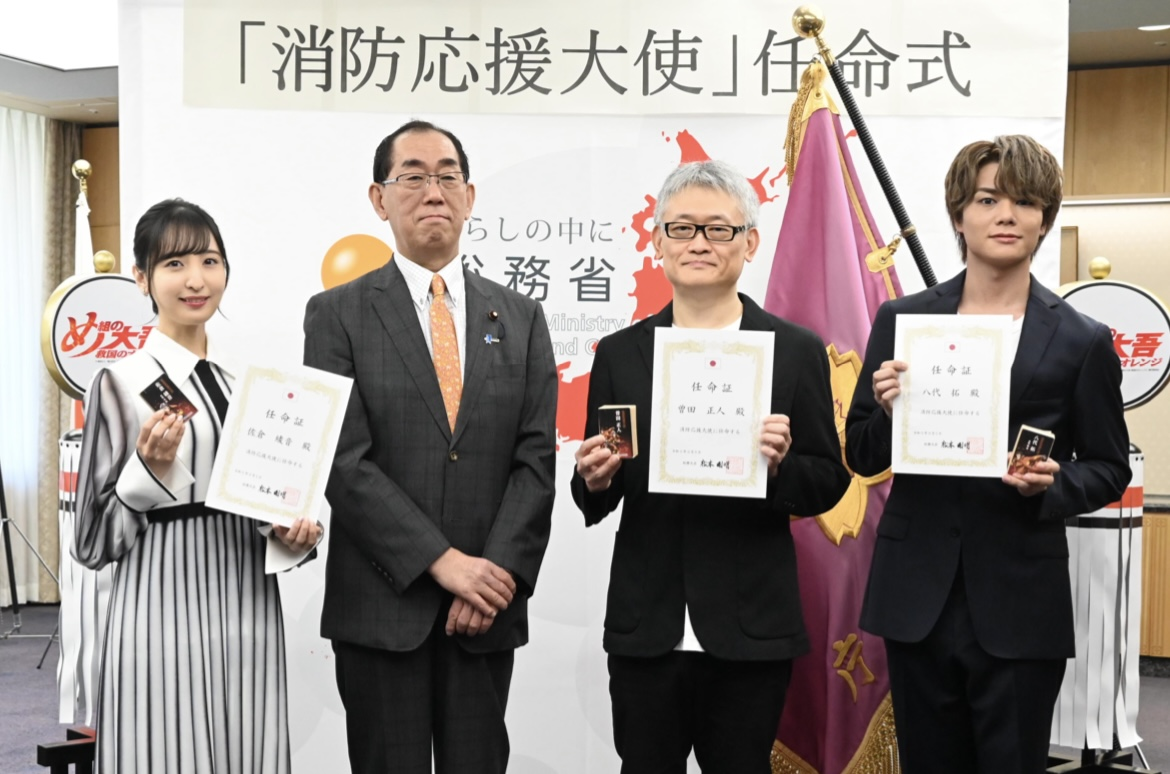
「消防応援大使」任命式での記念撮影（左から声優の佐倉綾音、松本剛明総務大臣、曽田、声優の八代拓）

2023年9月5日、総務省消防庁が創設した「消防応援大使」に、テレビアニメ『め組の大吾 救国のオレンジ』の朱大吾役の榎木淳弥、斧田駿役の八代拓、中村雪役の佐倉綾音とともに任命された。

## 作品リスト
- シャカリキ! （1992年4月 - 1995年6月、週刊少年チャンピオン、秋田書店）2008年に映画化。
- め組の大吾 （1995年8月 - 1999年6月、週刊少年サンデー、小学館）1997年第42回小学館漫画賞受賞。1999年第2回文化庁メディア芸術祭マンガ部門優秀賞受賞｡1999年「め組の大吾 火事場のバカヤロー」としてアニメ映画化。2004年「FIRE BOYS 〜め組の大吾〜」としてテレビドラマ化。
- 昴 （1999年12月 - 2002年11月、週刊ビッグコミックスピリッツ、小学館）2009年「昴-スバル-」として映画化。
- capeta （2003年2月 - 2013年3月、月刊少年マガジン、講談社、冨山玖呂と共作）2005年に第29回講談社漫画賞受賞。2005年テレビアニメ化。
- MOON -昴 ソリチュードスタンディング-（2007年8月 - 2011年10月、週刊ビッグコミックスピリッツ、小学館）「昴」の続編。
- テンプリズム （2014年5月 - 2017年1月、週刊ビッグコミックスピリッツ、コミック小学館ブックス、小学館、原案：瑞木奏加）
- Change!（2017年11月 - 2019年12月、月刊少年マガジン、講談社、冨山玖呂と共作）
- め組の大吾 救国のオレンジ （2020年10月 - 、月刊少年マガジン、講談社、冨山玖呂と共作）「め組の大吾」の続編。

### 短編集
- 曽田正人作品集 FIRE AND FORGET （1998年、アスペクト／2003年、エンターブレイン より改訂版）「シャカリキ！」連載以前に描かれた作品を集めた作品集。中でも週刊少年チャンピオンで短期集中連載された「FIRE AND FORGET」は「め組の大吾」の原型となった作品。

### 画集
- SUBARU 曽田正人作画集 （2002年、小学館）

### その他
- capeta THE GUIDEBOOK （2005年、講談社） 監修を担当

## 作品に影響を与えた人物
五十音順。
- アイルトン・セナ
- 片山右京
- クラウディオ・キアプッチ
- 小林可夢偉
- ジル・ヴィルヌーヴ
- シルヴィ・ギエム
- 高野甲子雄
- 別府史之
- ミゲル・インドゥライン
- ミハエル・シューマッハ
- フェルナンド・アロンソ

ラリードライバーはカルロス・サインツが最も好きで、1994年1000湖ラリーで彼の走りを見にフィンランドまで行ったというほどであった。

## 他の漫画家との関係

### 師匠
- 北崎拓

デビュー前の曽田はバンダイ発行のプラモデル情報冊子「模型情報」の投稿の常連で、北崎拓は同冊子上にて「北崎拓美」「北崎ひろみ」のペンネームでイラストや連載漫画を執筆していた。また、曽田自身も模型情報にイラスト等を執筆している。

### アシスタント
- 田中モトユキ
- 吉谷光平